# 福岡県道553号東光寺竹下春吉線
福岡県道553号東光寺竹下春吉線（ふくおかけんどう553ごう とうこうじたけしたはるよしせん）は、福岡県福岡市博多区から福岡市中央区に至る一般県道である。

## 概要
福岡市博多区半道橋2丁目から福岡市中央区西中洲に至る。
博多区博多駅バスターミナル前交差点 - 中央区渡辺通り1丁目交差点の1.3 kmの区間には竹下通りという福岡市道路愛称がある。

### 路線データ
- 起点：福岡県福岡市博多区半道橋2丁目（国際線南口交差点、国道3号交点）
- 終点：福岡県福岡市中央区西中洲（水上公園交差点、福岡市道千代今宿線交点）
- 総延長：5,154.29 m[注釈 2]

## 歴史
- 1959年（昭和34年）4月1日 - 福岡県告示第232号により、県道東光寺竹下春吉線として路線認定される（当時の整理番号は252）[4]。
- 1969年（昭和44年） - 市制施行80周年記念して博多駅バスターミナル前交差点 - 中央区渡辺通り1丁目交差点の1.3の2.9 kmの区間に福岡市道路愛称「住吉通り」を決定。なお、愛称の由来は路線の中間に住吉地区があるが、住吉町は1922年（大正11年）に福岡市と合併しており、「住吉」という名称は昔から市民に親しまれていたことから[3]。

## 路線状況

### 通称
- 住吉通り（博多区・博多駅バスターミナル前交差点 - 中央区・渡辺通り1丁目交差点）
- 美野島通り（博多区・清美大橋東交差点 - 住吉交差点）

### 重複区間
- 福岡市道博多駅草ヶ江線（福岡市博多区住吉4丁目・住吉交差点 - 福岡市博多区住吉3丁目・住吉小学校前交差点）

### 道路施設

#### 橋梁
- 東光寺橋（御笠川、福岡市博多区）
- 住吉橋（那珂川、福岡市博多区 - 福岡市中央区）

## 地理

### 通過する自治体
- 福岡市（博多区 - 中央区）

### 交差する道路
| 交差する道路                                   | 市町村名 | 市町村名 | 交差する場所  | 交差する場所             |
| ---------------------------------------------- | -------- | -------- | ------------- | ------------------------ |
| 国道3号                                        | 福岡市   | 博多区   | 半道橋2丁目   | 国際線南口交差点 / 起点  |
| 福岡県道・大分県道112号福岡日田線              | 福岡市   | 博多区   | 半道橋2丁目   | 半道橋2丁目交差点        |
| 福岡市道博多駅草ヶ江線 / 筑紫通り              | 福岡市   | 博多区   | 東光寺町2丁目 | 福岡市民プール西口交差点 |
| 福岡県道575号山田中原福岡線                    | 福岡市   | 博多区   | 竹下2丁目     |                          |
| 国道385号                                      | 福岡市   | 博多区   | 美野島4丁目   | 清美大橋東交差点         |
| 福岡県道555号桧原比恵線                        | 福岡市   | 博多区   | 美野島3丁目   |                          |
| 福岡市道博多駅草ヶ江線 / 住吉通り 重複区間起点 | 福岡市   | 博多区   | 住吉4丁目     | 住吉交差点               |
| 福岡市道博多駅草ヶ江線 / 住吉通り 重複区間終点 | 福岡市   | 博多区   | 住吉3丁目     | 住吉小学校前交差点       |
| 国道202号 福岡市道堅粕西新1号線 重複           | 福岡市   | 中央区   | 春吉3丁目     | 春吉交差点               |
| 福岡市道千代今宿線 / 明治通り                  | 福岡市   | 中央区   | 西中洲        | 水上公園交差点 / 終点    |

### 交差する鉄道
- 九州新幹線
- 鹿児島本線

### 沿線
- 福岡空港
- 東光寺剣塚古墳（）（那珂遺跡群の一部、前方後円墳）[注釈 3][5]
- 精華女子高等学校
- 住吉神社
- 福岡県公会堂貴賓館
- 天神中央公園
- アクロス福岡
- 水上公園[注釈 4]（写真、地図）